# Felixia Yeap
Felixia Yeap Chin Yee (* 13. Juli 1986 in Kuala Lumpur) ist ein malaysisches Model.

## Leben
Sie war Malaysias erstes und bisher einziges Playboy-Bunny. Seit Dezember 2013 trägt sie ein Kopftuch und löste damit Kontroversen unter muslimischen und nicht-muslimischen Gemeinschaften des Landes aus. Am 3. Juli 2014 teilte sie mit, zum Islam konvertiert zu sein.